# Martha Ojeda
Martha Catalina Ojeda Ibarra (Barranquilla, Colombia, 7 de enero de 1991), es una ciclista colombiana de Pista. Múltiple medallista olímpica de los Juegos Nacionales, Campeonato Nacional de Pista y fue llamada a la Selección para correr en el Grand Prix en La Habana, Cuba.

## Palmarés
2019
- Juegos Nacionales
  -  en Velocidad por Equipos  con Sol Angie Roa[2]
  -  en Keirin[3]
  - 4.ª en 500 mt contrarreloj

- Campeonato Nacional de Pista
  -  en Velocidad por Equipos con Sol Angie Roa

2018
- Campeonato Nacional de Pista
  -  en Velocidad Individual[4]

2016
- Campeonato Nacional de Pista
  -  en Velocidad por Equipos con Sol Angie Roa[5]

2015
- Campeonato Nacional de Pista
  -  en Velocidad por Equipos con Chesly Tatiana Caicedo
  -  en 500 mt contrarreloj[6]

- Juegos Nacionales
  -  en Velocidad Olímpica [7]

2014
- Campeonato Nacional de Pista
  -  en Velocidad por Equipos con Chesly Tatiana Caicedo

2013
- Campeonato Nacional de Pista
  -  en Velocidad por Equipos con Chesly Tatiana Caicedo
  -  en Keirin